# Cyperus diandrus
Espèce
Cyperus diandrus, le Souchet diandre, est une espèce de plantes à fleurs de la famille des Cyperaceae et du genre Cyperus, endémique d'Amérique du Nord.

## Répartition
C'est une espèce endémique de l'est de l'Amérique du Nord.

## Systématique
Le nom scientifique complet (avec auteur) de ce taxon est Cyperus diandrus Torr..
Ce taxon porte en français le noms vernaculaire ou normalisé suivant : Souchet diandre.
Cyperus diandrus a pour synonymes :
- Cyperus diandrus f. elongatus (Britton) Fernald
- Cyperus diandrus var. elongatus Britton
- Cyperus diandrus var. pauciflorus Alph.Wood
- Pycreus diander (Torrey) C.B.Clarke
- Pycreus diandrus (Torr.) C.B.Clarke
- Torreya maritima Raf.